# جورج برفورد
جورج برفورد (انگلیسی: George Burford; ۲۵ آوریل ۱۸۷۵ – ۱۹۳۱) مربی فوتبال اهل انگلستان بود.